# イ・ジョンミン (1980年生のアナウンサー)
イ・ジョンミン（李庭旻、ハングル: 이정민、ラテン翻字: LEE jeong-min、1980年5月12日 - ）は、大韓民国ソウル特別市出身のアナウンサー。SBSゴルフアナウンサーを経て2005年に31期公開採用アナウンサーとして韓国KBSに入社した。

## 経歴
ソウル駅村小学校、恩平中学校卒業。駅村小学校時代は授業中に発表をする事がすきな子どもであり、国語の担当教員からアナウンサーになりなさいと声をかけられた事もあるという。恩平中学校の先輩には、同じくKBSアナウンサーでサッカー専門番組『ビバ!Kリーグ』でも共演したイ・グァンヨンがいる。
礼一女子高等学校38期生として過ごした後東国大学校新聞放送学科に入学し広告広報学を専攻。在学中に2002 FIFAワールドカップを経験した。当初はアナウンサーにおそれのような感情があったが、大学放送局でアナウンサーをしている友人にいろいろと話を聞いてからアナウンサーという職業を概略的に学ぶための講義に出席するようになったという。2003年、大学4年生の時にSBSのアナウンサー採用試験を受け全5回の試験のうち第4次試験まで合格した後SBSゴルフのアナウンサーとして入社。同局で『ゴルフトゥデイ』（골프투데이）に出演するなどして6か月間経験を積んだ後31期KBSの公開採用試験を受験し合格した。
2007年バスケットボールの専門番組『ビバ!ジャンプボール』に出演。同年『ビバ!Kリーグ』で初の女性司会者として起用された。

## 私生活
2012年5月26日、3歳年長の耳鼻咽喉科専門医と結婚。翌2013年9月16日に長女を出産した。出産に際し出演中であった『家族の品格フルハウス』と『生き生き情報』を降板している。